# أيدا كويفاس
أيدا كويفاس (بالإسبانية: Aida Cuevas)‏ هي مغنية وممثلة مكسيكية، ولدت في 24 سبتمبر 1962 في مدينة مكسيكو في المكسيك.

## وصلات خارجية
- الموقع الرسمي
- أيدا كويفاس على موقع IMDb (الإنجليزية)
- أيدا كويفاس على موقع ميوزك برينز (الإنجليزية)
- أيدا كويفاس على موقع ديسكوغز (الإنجليزية)
- أيدا كويفاس على موقع كينوبويسك (الروسية)